# 大日本帝国海軍航空隊一覧
大日本帝国海軍航空隊一覧（だいにほんていこくかいぐんこうくうたいいちらん）は、大日本帝国海軍航空隊の一覧である。

## 地名冠称海軍航空隊

### 外戦作戦実施部隊
- 美幌海軍航空隊（のち第七〇一海軍航空隊(I)）
- 千歳海軍航空隊（のち第七〇三海軍航空隊）
- 三沢海軍航空隊(I)（のち第七〇五海軍航空隊）
- 木更津海軍航空隊（のち第七〇七海軍航空隊）
- 横浜海軍航空隊（のち第八〇一海軍航空隊）
- 豊橋海軍航空隊(I)（のち第七〇一海軍航空隊(II)）
- 鹿屋海軍航空隊(I)（のち第七五一海軍航空隊）
- 元山海軍航空隊(I)（のち第七五五海軍航空隊）
- 高雄海軍航空隊(I)（のち第七五三海軍航空隊）
- 東港海軍航空隊（のち第八五一海軍航空隊）
- 台南海軍航空隊(I)（のち第二五一海軍航空隊）

### 内戦作戦実施部隊
- 大湊海軍航空隊
- 横須賀海軍航空隊
- 館山海軍航空隊(I)（のち第九〇三海軍航空隊）
- 館山海軍航空隊(II)
- 父島海軍航空隊
- 串本海軍航空隊
- 呉海軍航空隊
- 佐伯海軍航空隊
- 佐世保海軍航空隊（のち第九五一海軍航空隊）
- 舞鶴海軍航空隊
- 鎮海海軍航空隊
- 沖縄海軍航空隊

### 教育訓練部隊

#### 実用機訓練
- 松島海軍航空隊（旧宮城海軍航空隊）(陸上攻撃機)
- 筑波海軍航空隊（戦闘機）
- 神ノ池海軍航空隊（戦闘機）
- 谷田部海軍航空隊(II)（戦闘機）
- 豊橋海軍航空隊(II)(陸上攻撃機)
- 厚木海軍航空隊（のち第二〇三海軍航空隊）
- 大井海軍航空隊(偵察機)
- 名古屋海軍航空隊(艦上攻撃機)
- 鈴鹿海軍航空隊(偵察機)
- 姫路海軍航空隊（艦上攻撃機）
- 徳島海軍航空隊(戦闘機)
- 小松島海軍航空隊(偵察機)
- 宿毛海軍航空隊（のち第四五三海軍航空隊）
- 博多海軍航空隊(偵察機)
- 大分海軍航空隊（戦闘機）
- 宇佐海軍航空隊(艦上攻撃機)
- 築城海軍航空隊(I)（のち第五五三海軍航空隊）
- 大村海軍航空隊(全機種)
- 宮崎海軍航空隊（のち松島海軍航空隊）(陸上攻撃機)
- 鹿屋海軍航空隊(II)(陸上攻撃機)
- 元山海軍航空隊(II)（戦闘機）
- 新竹海軍航空隊(陸上攻撃機)
- 高雄海軍航空隊(II)(陸上攻撃機)
- 台南海軍航空隊(II)
- 青島海軍航空隊
- 上海海軍航空隊
- 海口海軍航空隊（戦闘機・艦上爆撃機）
- 三亜海軍航空隊（戦闘機）

#### 初歩訓練
- 神町海軍航空隊（旧谷田部海軍航空隊(I)）
- 第二郡山海軍航空隊
- 谷田部海軍航空隊(I)（のち神町海軍航空隊）
- 百里原海軍航空隊
- 鹿島海軍航空隊
- 北浦海軍航空隊
- 東京海軍航空隊
- 第三岡崎海軍航空隊
- 第二河和海軍航空隊
- 大津海軍航空隊
- 大和海軍航空隊（旧第二美保海軍航空隊）
- 観音寺海軍航空隊（旧国分海軍航空隊）
- 詫間海軍航空隊
- 高知海軍航空隊
- 西條海軍航空隊[1]
- 姫路海軍航空隊
- 福山海軍航空隊
- 岩国海軍航空隊(I)
- 築城海軍航空隊(II)
- 諫早海軍航空隊
- 天草海軍航空隊
- 国分海軍航空隊（のち観音寺海軍航空隊）
- 第一出水海軍航空隊（のち光州海軍航空隊）
- 峯山海軍航空隊[2]
- 第二美保海軍航空隊（のち大和海軍航空隊）
- 釜山海軍航空隊
- 光州海軍航空隊（旧第一出水海軍航空隊）
- 第二高雄海軍航空隊
- 虎尾海軍航空隊
- 黄流海軍航空隊

#### 整備訓練
- 第一郡山海軍航空隊(機体)
- 香取海軍航空隊(機体)
- 洲ノ埼海軍航空隊(兵器)[3]
- 追浜海軍航空隊(機体)
- 第一相模野海軍航空隊(機体)
- 第二相模野海軍航空隊(機体)
- 田浦海軍航空隊(兵器)
- 藤沢海軍航空隊(無線)
- 第一岡崎海軍航空隊(機体)
- 第二岡崎海軍航空隊(機体)
- 第一河和海軍航空隊(機体)
- 人吉海軍航空隊(機体)
- 第二出水海軍航空隊(機体)
- 串良海軍航空隊(機体)
- 垂水海軍航空隊(兵器)

#### 予科練
- 三沢海軍航空隊(II)
- 霞ヶ浦海軍航空隊（飛行専修）
- 土浦海軍航空隊
- 野辺山海軍航空隊
- 清水海軍航空隊
- 三重海軍航空隊
- 滋賀海軍航空隊 （甲飛・飛行専修）
- 西ノ宮海軍航空隊[4]
- 宝塚海軍航空隊
- 奈良海軍航空隊
- 高野山海軍航空隊
- 倉敷海軍航空隊
- 浦戸海軍航空隊
- 岩国海軍航空隊(II)
- 松山海軍航空隊
- 宇和島海軍航空隊
- 福岡海軍航空隊
- 小富士海軍航空隊
- 鹿児島海軍航空隊
- 第一美保海軍航空隊（甲飛・飛行専修）
- 小松海軍航空隊
- 瀬戸海軍航空隊

### 基地要員部隊（通称・海軍乙航空隊）
- 北東海軍航空隊
- 奥羽海軍航空隊
- 関東海軍航空隊
- 南方諸島海軍航空隊
- 東海海軍航空隊
- 近畿海軍航空隊
- 山陰海軍航空隊
- 内海海軍航空隊
- 西海海軍航空隊
- 九州海軍航空隊
- 南西諸島海軍航空隊
- 台湾海軍航空隊（1945年6月15日、北台・南台海軍航空隊に分割）
- 北台海軍航空隊
- 南台海軍航空隊
- 朝鮮海軍航空隊
- 中支海軍航空隊
- 菲島海軍航空隊（1944年11月15日、北菲・中菲・南菲海軍航空隊に分割）
- 北菲海軍航空隊
- 中菲海軍航空隊
- 南菲海軍航空隊
- マリアナ海軍航空隊
- 東カロリン海軍航空隊
- 西カロリン海軍航空隊
- 印支海軍航空隊[5]
- 馬来海軍航空隊
- 濠北海軍航空隊
- 東印海軍航空隊

## 番号名海軍航空隊

### 2桁番号
- 第一一海軍航空隊[6]
- 第一二海軍航空隊　（練成航空隊として新編。のち実戦に従事）
- 第一三海軍航空隊　（練成航空隊として新編。のち実戦に従事）
- 第三一海軍航空隊
- 第三二海軍航空隊

### 100番台（陸上偵察機および夜間戦闘機部隊）
- 第一二一海軍航空隊
- 第一三一海軍航空隊
- 第一三二海軍航空隊
- 第一三三海軍航空隊
- 第一四一海軍航空隊
- 第一五一海軍航空隊
- 第一五三海軍航空隊
- 第一七一海軍航空隊

### 200番台（艦上戦闘機部隊）
- 第二〇一海軍航空隊
- 第二〇二海軍航空隊（旧第三航空隊）
- 第二〇三海軍航空隊（旧厚木海軍航空隊）
- 第二〇四海軍航空隊（旧第六航空隊）
- 第二〇五海軍航空隊
- 第二一〇海軍航空隊
- 第二二一海軍航空隊
- 第二五一海軍航空隊（旧台南海軍航空隊(I)）
- 第二五二海軍航空隊
- 第二五三海軍航空隊
- 第二五四海軍航空隊
- 第二五六海軍航空隊
- 第二六一海軍航空隊
- 第二六三海軍航空隊
- 第二六五海軍航空隊
- 第二八一海軍航空隊

### 300番台（局地戦闘機部隊）
- 第三〇一海軍航空隊
- 第三〇二海軍航空隊
- 第三一二海軍航空隊
- 第三二一海軍航空隊
- 第三二二海軍航空隊
- 第三三一海軍航空隊
- 第三三二海軍航空隊
- 第三四一海軍航空隊
- 第三四三海軍航空隊(I)
- 第三四三海軍航空隊(II)
- 第三四五海軍航空隊
- 第三五二海軍航空隊
- 第三六一海軍航空隊
- 第三八一海軍航空隊

### 400番台（水上偵察機・水上戦闘機部隊）
- 第四五二海軍航空隊（旧第五航空隊）
- 第四五三海軍航空隊（旧宿毛海軍航空隊）

### 500番台（艦上爆撃機および艦上攻撃機部隊）
- 第五〇一海軍航空隊
- 第五〇二海軍航空隊
- 第五〇三海軍航空隊
- 第五二一海軍航空隊
- 第五二二海軍航空隊
- 第五二三海軍航空隊
- 第五二四海軍航空隊
- 第五三一海軍航空隊
- 第五四一海軍航空隊
- 第五五一海軍航空隊
- 第五五二海軍航空隊
- 第五五三海軍航空隊（旧築城海軍航空隊(I)）
- 第五八二海軍航空隊（旧第二航空隊）

### 600番台（航空母艦・航空戦艦・潜水艦の艦上機・艦載機部隊）
- 第六〇一海軍航空隊
- 第六三一海軍航空隊
- 第六三四海軍航空隊
- 第六五二海軍航空隊
- 第六五三海軍航空隊

### 700番台（陸上攻撃機・陸上爆撃機部隊）
- 第七〇一海軍航空隊(I)（旧美幌海軍航空隊）
- 第七〇一海軍航空隊(II)（旧豊橋海軍航空隊(I)）
- 第七〇二海軍航空隊（旧第四航空隊）
- 第七〇三海軍航空隊（旧千歳海軍航空隊）
- 第七〇五海軍航空隊（旧三沢海軍航空隊(I)）
- 第七〇六海軍航空隊
- 第七〇七海軍航空隊（旧木更津海軍航空隊）
- 第七二一海軍航空隊
- 第七二二海軍航空隊
- 第七二三海軍航空隊
- 第七二四海軍航空隊
- 第七二五海軍航空隊
- 第七三二海軍航空隊
- 第七五一海軍航空隊（旧鹿屋海軍航空隊）
- 第七五二海軍航空隊（旧第一航空隊）
- 第七五三海軍航空隊（旧高雄海軍航空隊）
- 第七五五海軍航空隊（旧元山海軍航空隊(I)）
- 第七六一海軍航空隊
- 第七六二海軍航空隊
- 第七六三海軍航空隊
- 第七六五海軍航空隊

### 800番台（飛行艇部隊）
- 第八〇一海軍航空隊（旧横浜海軍航空隊）
- 第八〇二海軍航空隊（旧第十四航空隊(II)）
- 第八五一海軍航空隊（旧東港海軍航空隊）

### 900番台（海上護衛哨戒部隊）
- 第九〇一海軍航空隊
- 第九〇二海軍航空隊（旧第二十一航空隊(II)）
- 第九〇三海軍航空隊（旧館山海軍航空隊）
- 第九三一海軍航空隊
- 第九三二海軍航空隊（旧第三十三航空隊）
- 第九三三海軍航空隊
- 第九三四海軍航空隊（旧第三十六航空隊）
- 第九三六海軍航空隊（旧第四十航空隊）
- 第九三八海軍航空隊
- 第九五一海軍航空隊（旧佐世保海軍航空隊）
- 第九五二海軍航空隊（旧第十九航空隊）
- 第九五三海軍航空隊
- 第九五四海軍航空隊（旧第三十一航空隊(I)）
- 第九五五海軍航空隊
- 第九五六海軍航空隊（旧第三十五航空隊）
- 第九五八海軍航空隊

### 1000番台（輸送機部隊）
- 第一〇〇一海軍航空隊
- 第一〇二一海軍航空隊
- 第一〇二二海軍航空隊
- 第一〇二三海軍航空隊
- 第一〇八一海軍航空隊

## 特設航空隊
日中戦争以後の特設部隊。全てが1942年11月1日までに解隊されるか、もしくは3桁番号の海軍航空隊に改称した。
- 第一航空隊（のち第七五二海軍航空隊）
- 第二航空隊（のち第五八二海軍航空隊）
- 第三航空隊（のち第二〇二海軍航空隊）
- 第四航空隊（のち第七〇二海軍航空隊）
- 第五航空隊（のち第四五二海軍航空隊）
- 第六航空隊（のち第二〇四海軍航空隊）
- 第七航空隊（のち第十六航空隊(II)）
- 第八航空隊（のち第十八航空隊）
- 第十一航空隊[6]
- 第十二航空隊
- 第十三航空隊
- 第十四航空隊(I)
- 第十四航空隊(II)（のち第八〇二海軍航空隊）
- 第十五航空隊(I)
- 第十五航空隊(II)（のち元山海軍航空隊(I))
- 第十六航空隊(I)（のち神川丸飛行機隊(II)）
- 第十六航空隊(II)（旧第七航空隊）
- 第十七航空隊
- 第十八航空隊（旧第八航空隊）
- 第十九航空隊（のち第九五二海軍航空隊）
- 第二十一航空隊(I)（のち衣笠丸飛行機隊）
- 第二十一航空隊(II)（旧第三十二航空隊(I)・のち第九〇二海軍航空隊）
- 第二十二航空隊（のち神川丸飛行機隊(I)）
- 第二十三航空隊（のち香久丸・能登呂飛行機隊）
- 第三十一航空隊（のち第九五四海軍航空隊）
- 第三十二航空隊（のち第二十一航空隊(II)）
- 第三十三航空隊（のち第九三二海軍航空隊）
- 第三十五航空隊（のち第九五六海軍航空隊）
- 第三十六航空隊（のち第九三四海軍航空隊）
- 第四十航空隊（のち第九三六海軍航空隊）

## 母艦飛行機隊

### 航空母艦
1944年2月15日、各航空母艦固有の飛行機隊は廃止され、各航空戦隊には600番台の海軍航空隊を割り当てて各々の航空母艦に分乗させた。
- 航空母艦「鳳翔」飛行機隊
- 航空母艦「赤城」飛行機隊
- 航空母艦「加賀」飛行機隊
- 航空母艦「龍驤」飛行機隊
- 航空母艦「飛龍」飛行機隊
- 航空母艦「蒼龍」飛行機隊
- 航空母艦「翔鶴」飛行機隊
- 航空母艦「瑞鶴」飛行機隊
- 航空母艦「祥鳳」飛行機隊
- 航空母艦「瑞鳳」飛行機隊
- 特設航空母艦「隼鷹」/航空母艦「隼鷹」飛行機隊
- 航空母艦「飛鷹」飛行機隊
- 航空母艦「龍鳳」飛行機隊
- 特設航空母艦「春日丸」/航空母艦「大鷹」飛行機隊
- 特設航空母艦「八幡丸」/航空母艦「雲鷹」飛行機隊

### 水上機母艦
1943年10月1日、最後まで残っていた特設水上機母艦「君川丸」、「国川丸」、「山陽丸」が特設運送船となり、水上機母艦の飛行機隊は消滅した。
- 水上機母艦「若宮」飛行機隊
- 水上機母艦「能登呂」飛行機隊
- 水上機母艦「神威」飛行機隊
- 水上機母艦「千歳」飛行機隊
- 水上機母艦「千代田」飛行機隊
- 水上機母艦「瑞穂」飛行機隊
- 水上機母艦「日進」飛行機隊
- 特設水上機母艦「神川丸」飛行機隊
- 特設水上機母艦「聖川丸」飛行機隊
- 特設水上機母艦「君川丸」飛行機隊
- 特設水上機母艦「国川丸」飛行機隊
- 特設水上機母艦「相良丸」飛行機隊
- 特設水上機母艦「香久丸」飛行機隊
- 特設水上機母艦「山陽丸」飛行機隊
- 特設水上機母艦「讃岐丸」飛行機隊

## 関連文献
- 『太平洋戦争中に於ける日本海軍航空部隊編制及飛行機定数表(外戦部隊)』第二復員局残務処理部、1949年。NDLJP:8815634。